# 圆晖
圓暉，唐代僧人，籍貫不詳。好俱舍之文義，精研俱舍之一門。於京師大雲寺作俱舍頌疏二十九卷。於普光、法寶二師之後出，所作《俱舍論頌疏》，天下珍之。於俱舍宗門聲譽甚高。世壽不詳。

## 宗風
《俱舍論》傳入中國後，一度研習成風。至唐代玄奘大師再譯《俱舍論》，同時翻譯《大毗婆沙論》及等諸多阿毗達摩系論典，其《俱舍論》的學風也進入了鼎盛時期。  
此時形成的相關論著，以普光等疏之文繁義廣，其後圓暉法師為引導初學者而撰成編著《俱舍論頌疏》。《俱舍論頌疏》因契合了初學之機所作，遂成為了學習《俱舍論》之要籍。